# Prostaglandinski F receptor
Prostaglandinski F receptor (FP) je receptor za prostaglandin 2α. On je kodiran PTGFR genom.
Ovaj protein je član familije G protein spregnutih receptora.
Dve transkriptne varijante koji kodiraju različite izoforme su nađene za ovaj gen.

## Funkcije
Glavni efekti vezivanja prostaglandina za ovaj receptor su:
- kontrakcija materice
- bronhokonstrikcija[2]

Putem aktivacije ovog receptora, PGF2-alfa posreduje luteolizu, i može da učestvuje u modulaciji intraokularnog pritiska i kontrakcija glatkih mišića materice i sfinktera gastrointestinalnog trakta.
Ispitivanja na nokaut miševima sugeriraju da interakcije PGF2-alfa sa ovim receptorom u lutealnim ćelijama jajnika iniciraju luteolizu i tako indukuju porođaj.

## Literatura
- Duncan AM; Anderson LL; Funk CD;  . (1995). „Chromosomal localization of the human prostanoid receptor gene family”. Genomics. 25 (3): 740—2. PMID 7759114. doi:10.1016/0888-7543(95)80022-E.
- Lake S; Gullberg H; Wahlqvist J;  . (1995). „Cloning of the rat and human prostaglandin F2 alpha receptors and the expression of the rat prostaglandin F2 alpha receptor”. FEBS Lett. 355 (3): 317—25. PMID 7988697. doi:10.1016/0014-5793(94)01198-2.
- Bastien L; Sawyer N; Grygorczyk R;  . (1994). „Cloning, functional expression, and characterization of the human prostaglandin E2 receptor EP2 subtype”. J. Biol. Chem. 269 (16): 11873—7. PMID 8163486.
- Funk CD; Furci L; FitzGerald GA;  . (1994). „Cloning and expression of a cDNA for the human prostaglandin E receptor EP1 subtype”. J. Biol. Chem. 268 (35): 26767—72. PMID 8253813.
- Abramovitz M; Boie Y; Nguyen T;  . (1994). „Cloning and expression of a cDNA for the human prostanoid FP receptor”. J. Biol. Chem. 269 (4): 2632—6. PMID 8300593.
- Sugimoto Y; Yamasaki A; Segi E;  . (1997). „Failure of parturition in mice lacking the prostaglandin F receptor”. Science. 277 (5326): 681—3. PMID 9235889. doi:10.1126/science.277.5326.681.
- Kunapuli P, Lawson JA, Rokach J, FitzGerald GA (1997). „Functional characterization of the ocular prostaglandin f2alpha (PGF2alpha) receptor. Activation by the isoprostane, 12-iso-PGF2alpha”. J. Biol. Chem. 272 (43): 27147—54. PMID 9341156. doi:10.1074/jbc.272.43.27147.
- Betz R; Lagercrantz J; Kedra D;  . (1999). „Genomic structure, 5' flanking sequences, and precise localization in 1P31.1 of the human prostaglandin F receptor gene”. Biochem. Biophys. Res. Commun. 254 (2): 413—6. PMID 9918852. doi:10.1006/bbrc.1998.9827.
- Kyveris A, Maruscak E, Senchyna M (2002). „Optimization of RNA isolation from human ocular tissues and analysis of prostanoid receptor mRNA expression using RT-PCR”. Mol. Vis. 8: 51—8. PMID 11951086.
- Strausberg RL; Feingold EA; Grouse LH;  . (2003). „Generation and initial analysis of more than 15,000 full-length human and mouse cDNA sequences”. Proc. Natl. Acad. Sci. U.S.A. 99 (26): 16899—903. PMC 139241 . PMID 12477932. doi:10.1073/pnas.242603899.
- Neuschäfer-Rube F; Engemaier E; Koch S;  . (2003). „Identification by site-directed mutagenesis of amino acids contributing to ligand-binding specificity or signal transduction properties of the human FP prostanoid receptor”. Biochem. J. 371 (Pt 2): 443—9. PMC 1223288 . PMID 12519077. doi:10.1042/BJ20021429.
- Zaragoza DB, Wilson R, Eyster K, Olson DM (2004). „Cloning and characterization of the promoter region of the human prostaglandin F2alpha receptor gene”. Biochim. Biophys. Acta. 1676 (2): 193—202. PMID 14746914. doi:10.1016/j.bbaexp.2003.11.004.
- Sales KJ; Milne SA; Williams AR;  . (2004). „Expression, localization, and signaling of prostaglandin F2 alpha receptor in human endometrial adenocarcinoma: regulation of proliferation by activation of the epidermal growth factor receptor and mitogen-activated protein kinase signaling pathways”. J. Clin. Endocrinol. Metab. 89 (2): 986—93. PMID 14764825. doi:10.1210/jc.2003-031434.
- Vielhauer GA, Fujino H, Regan JW (2004). „Cloning and localization of hFP(S): a six-transmembrane mRNA splice variant of the human FP prostanoid receptor”. Arch. Biochem. Biophys. 421 (2): 175—85. PMID 14984197. doi:10.1016/j.abb.2003.10.021.
- Jin P; Fu GK; Wilson AD;  . (2004). „PCR isolation and cloning of novel splice variant mRNAs from known drug target genes”. Genomics. 83 (4): 566—71. PMID 15028279. doi:10.1016/j.ygeno.2003.09.023.
- Sugino N; Karube-Harada A; Taketani T;  . (2004). „Withdrawal of ovarian steroids stimulates prostaglandin F2alpha production through nuclear factor-kappaB activation via oxygen radicals in human endometrial stromal cells: potential relevance to menstruation”. J. Reprod. Dev. 50 (2): 215—25. PMID 15118249. doi:10.1262/jrd.50.215.
- Gerhard DS; Wagner L; Feingold EA;  . (2004). „The Status, Quality, and Expansion of the NIH Full-Length cDNA Project: The Mammalian Gene Collection (MGC)”. Genome Res. 14 (10B): 2121—7. PMC 528928 . PMID 15489334. doi:10.1101/gr.2596504.
- Scott G; Jacobs S; Leopardi S;  . (2005). „Effects of PGF2alpha on human melanocytes and regulation of the FP receptor by ultraviolet radiation”. Exp. Cell Res. 304 (2): 407—16. PMID 15748887. doi:10.1016/j.yexcr.2004.11.016.
- Mandal AK; Ray R; Zhang Z;  . (2005). „Uteroglobin inhibits prostaglandin F2alpha receptor-mediated expression of genes critical for the production of pro-inflammatory lipid mediators”. J. Biol. Chem. 280 (38): 32897—904. PMID 16061484. doi:10.1074/jbc.M502375200.
- Hébert RL; Carmosino M; Saito O;  . (2005). „Characterization of a rabbit kidney prostaglandin F(2{alpha}) receptor exhibiting G(i)-restricted signaling that inhibits water absorption in the collecting duct.”. J. Biol. Chem. 280 (41): 35028—37. PMID 16096282. doi:10.1074/jbc.M505852200.

## Spoljašnje veze
- „Prostanoid Receptors: FP”. IUPHAR Database of Receptors and Ion Channels. International Union of Basic and Clinical Pharmacology. Архивирано из оригинала 03. 03. 2016. г.